# Eudocia (nome)
Eudocia  è un nome proprio di persona italiano femminile.

## Varianti
- Maschili: Eudoco[1]

### Varianti in altre lingue
- Bulgaro: Евдокия (Evdokija)[2]
- Catalano: Eudòcia
  - Maschili: Eudoci[3]
- Francese: Eudocie
- Greco antico: Εὐδοκία (Eudokia)[2]
  - Maschili: Εὔδοκος (Eudokos)

- Greco moderno: Ευδοκία (Eudokia)[2]
- Latino: Eudocia[1][2]
  - Maschili: Eudocus[1]
- Polacco: Eudokia
- Portoghese: Eudócia

- Russo: Евдокия (Evdokija)[2], Авдотья (Avdot'ja)[2]
  - Ipocoristici: Дуня (Dunja)[2], Дуняша (Dunjaša)[2]
- Spagnolo: Eudocia
  - Maschili: Eudocio[3]

## Origine e diffusione
Continua l'antico nome greco Εὐδοκία (Eudokia), latinizzato in Eudocia; è composto dalle radici εὐ (eu, "bene") e δοκέω (dokeo, "pensare", "immaginare"); viene interpretato come "pensare bene", "di buona volontà", "benevola" o "benevolenza".
In età imperiale si è incrociato e confuso con il nome Eudossia, per la loro somiglianza fonetica.

## Onomastico
Il nome è portato da più sante, venerante perlopiù dalle Chiese orientali. L'onomastico si può dunque festeggiare il 5 gennaio, in memoria di santa Eudocia di Leušino, il 17 maggio e 7 luglio in onore di santa Eudocia di Mosca, il 13 agosto in ricordo di santa Elia Eudocia o il 1º marzo in memoria di santa Eudocia di Heliopolis.

## Persone

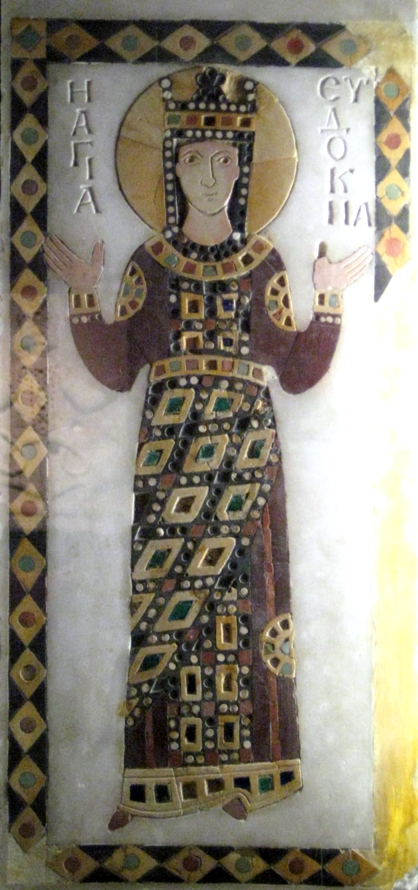
Elia Eudocia raffigurata nellIcona di Santa Eudocia

- Eudocia, figlia dell'imperatore d'Occidente Valentiniano III e moglie di Unerico, re dei Vandali
- Elia Eudocia, imperatrice, poetessa e santa bizantina
- Eudocia di Heliopolis, santa greca antica
- Eudocia di Leušino, santa russa
- Eudocia di Mosca, granduchessa e santa russa
- Eudocia Macrembolitissa, imperatrice bizantina

### Variante Evdokija
- Evdokija Grečišnikova, pentatleta russa
- Evdokija Jusupova, duchessa di Curlandia
- Evdokija Lopuchina, prima moglie di Pietro I di Russia
- Evdokija Mekšilo, fondista e allenatrice di sci nordico russa
- Evdokija Strešnëva, moglie i Michele di Russia

### Altre varianti
- Eudokia Stamatī, cestista greca